# Zoica
Zoica Simon, 1898 è un genere di ragni appartenente alla famiglia Lycosidae.

## Distribuzione
Le 12 specie sono diffuse in Asia orientale, Oceania, India e Cina: la specie dall'areale più vasto è la Z. parvula, reperita in località dello Sri Lanka, del Myanmar, della Thailandia e della Malaysia.

## Tassonomia
Per la determinazione delle caratteristiche di questo genere sono stati esaminati gli esemplari di Zobia parvula Thorell, 1895.
La denominazione originaria Zobia Thorell, 1895 è stata cambiata in quanto era già preesistente il genere Zobia Saalmüller, 1891, lepidotteri appartenenti alla famiglia Euteliidae.
Ascritto originariamente alle Agelenidae, è stato trasferito alle Lycosidae e ritenuto sinonimo anteriore di Flanona Simon, 1898 a seguito di un lavoro degli aracnologi Lehtinen & Hippa del 1979; non è sinonimo anteriore di Vagellia Simon, 1899, attualmente genere delle Cybaeidae. 
Non sono stati esaminati esemplari di questo genere dal 2021.
Attualmente, a dicembre 2021, si compone di 12 specie:
- Zoica bambusicola Lehtinen & Hippa, 1979 — Thailandia
- Zoica bolubolu Lehtinen & Hippa, 1979 - Nuova Guinea
- Zoica carolinensis Framenau, Berry & Beatty, 2009 - isole Caroline
- Zoica falcata Lehtinen & Hippa, 1979 - Borneo, Nuova Guinea
- Zoica hainan Wang, Li & Zhang, 2021 - Cina (Hainan)
- Zoica minuta (McKay, 1979) - Australia (Australia occidentale)
- Zoica oculata Buchar, 1997 — Bhutan
- Zoica pacifica Framenau, Berry & Beatty, 2009 - isole Marshall
- Zoica parvula (Thorell, 1895)[2] - Sri Lanka, Myanmar, Thailandia, Malaysia
- Zoica puellula Simon, 1898 - India, Sri Lanka
- Zoica unciformis Li, Wang & Zhang, 2013 - Cina
- Zoica wauensis Lehtinen & Hippa, 1979 - Nuova Guinea

### Specie trasferite
- Zoica harduarae Biswas & Roy, 2008; trasferita al genere Draconarius Ovtchinnikov, 1999 delle Agelenidae[1].